# Acossus terebra
Acossus terebra (Denis & Schiffermüller, 1775) је врста ноћног лептира из породице Cossidae.

## Распрострањење и станиште
Налази се на Пиринејима, Алпима, у деловима Северне и Источне Европе, централном и северном делу Русије, на Кавказу, Монголији, Кореји. Насељава хладна, планинска станишта где има довољно меког дрвета којим се хране.

## Опис
Распон крила код мужјака може бити од 55 до 64 мм, док су женке веће са распоном од 68 до 85 мм.

## Биологија
Гусенице се хране трепетљиком (Populus tremula). Оне су монофагне, хране се дрветом стабла и живе у тунелима које су направиле. Потребно им је више година да се улуткају. Одрасле јединке лете у летњим данима, од јуна до августа.